# Platyplectrum
A Platyplectrum a kétéltűek osztályának békák (Anura) rendjébe és a mocsárjáróbéka-félék (Limnodynastidae) családjába tartozó nem. 

## Elterjedése
A nembe tartozó fajok Ausztrália középső, nyugati és északi részein honosak.

## Rendszerezés
A nembe az alábbi fajok tartoznak:
- Platyplectrum ornatum (Gray, 1842)
- Platyplectrum spenceri (Parker, 1940)